# Pheidole gracilescens
Pheidole gracilescens är en myrart som först beskrevs av Smith 1860.  Pheidole gracilescens ingår i släktet Pheidole och familjen myror. Inga underarter finns listade i Catalogue of Life.